# Podomyrma adelaidae
Podomyrma adelaidae är en myrart som först beskrevs av Smith 1858.  Podomyrma adelaidae ingår i släktet Podomyrma och familjen myror.

## Underarter
Arten delas in i följande underarter:
- P. a. adelaidae
- P. a. brevidentata
- P. a. obscurior